# Susana Hernández (actriz)
Susana Hernández Herrero (n. Madrid, 1960) es actriz y presentadora de muchos canales de televisión española.

## Biografía
Licenciada en Filosofía y Letras por la Universidad Complutense y en Arte Dramático por la Escuela de Madrid, da sus primeros pasos profesionales en el mundo del teatro, donde ha interpretado numerosas obras, entre ellas El amor enamorado (1986), con Nancho Novo, Eco y Narciso (1991), Querido Ramón (1992), La última escena, Me siento pulga (1996), Anabel y Zina (1997) María Sarmiento (1998), de Ernesto Caballero, Familia (2001), Un busto al cuerpo, Las amistades peligrosas (2001), Las bicicletas son para el verano, Las visitas deberían estar prohibidas por el Código Penal (2006), La tortuga de Darwin (2008) o El baile (2013).
También ha trabajado como directora de escena en las obras Acuarium (1989), Me siento pulga (1996) y La Cuerda Floja. En 1998 crea la Compañía de Teatro El Cruce.
En cine debutó en 1987 en el cortometraje Bienaventura "El Bruto". Más tarde participaría en La ardilla roja (1993), de Julio Médem; La niña de tus sueños (1995), de Jesús R. Delgado; y Flores de otro mundo (1999) de Icíar Bollaín.
Especialmente conocida por sus apariciones en Televisión española, formando pareja profesional con Guillermo Summers en los programas Dos cadenas para ti (1990), Devórame otra vez (1991) y Mitomanía (1995-2001), además del espacio Así es la vida (1999), con Carlos Herrera y Al habla (2001-2004), con Ignacio Salas. Posteriormente intervendría en algunos episodios de la serie Hospital Central (2002). 
En 2007 fue premio Mihura de la SGAE como mejor actriz de teatro clásico.